# Pseudostenophylax angulatus
Pseudostenophylax angulatus är en nattsländeart som beskrevs av Schmid 1991. Pseudostenophylax angulatus ingår i släktet Pseudostenophylax och familjen husmasknattsländor. Inga underarter finns listade i Catalogue of Life.